# 玛丽亚·特蕾莎·德·波旁-帕尔马
玛丽亚·特蕾莎·德·波旁-帕尔马（法語：Marie-Thérèse de Bourbon-Parme；1933年7月28日—2020年3月27日），正式封號為波夫萊特女伯爵，是一位生前居住於法國的西班牙王室成員。
玛丽亚·特蕾莎生於巴黎，是西班牙國王菲利普六世的遠房表姑，盧森堡大公亨利是她的堂侄。她的父親波旁-帕爾馬的哈維爾王子是西班牙波旁王朝首位國王菲利普五世的六世孫，且曾被不承認西班牙現任王室的卡洛斯主义運動擁護為「合法的西班牙國王」。此外，她的曾祖母是法國國王查理十世的孫女。
她曾獲巴黎第四大学西班牙研究博士和马德里康普顿斯大学政治社會學博士，並在兩校任教。雖然出身保守貴族家庭，玛丽亚·特蕾莎是一位左翼社會主義者和女性主義者，有「紅色公主」的綽號。她終身未婚，無子女。
她死於2019冠狀病毒病，是首位死於2019冠狀病毒病的王室成員。